# Skakbræt
|  | Denne artikel handler om en insektart. For et bræt til at spille skak på, se Skak#Bræt og brikker. |
Skakbræt (Propylea quatuordecimpunctata) er en bille i familien mariehøns. Den er udbredt og almindeligt forekommende i Europa, dele af Asien samt i den østlige del af Nordamerika. I Danmark er skakbræt meget almindelig og vidt udbredt.

## Kendetegn
Den voksne bille er 3,5-4,5mm lang. Den kan variere en del i farve varierende fra cremefarvet over gul til lysorange - samt i mønster, hvor den normalt har 14 mere eller mindre sammenflydende rektangulære felter på dækvingerne. Ben og antenner er gulbrune. Larven er 7mm lang, sort med gule felter samt tilspidset bagkrop.

## Levevis
Skakbræt lever primært af bladlus, men i mangel af disse æder den gerne frugt som for eksempel blommer. Den findes bl.a. i skove, parker og haver, især i april-oktober.